# Idalus vitreoides
Idalus vitreoides là một loài bướm đêm thuộc phân họ Arctiinae, họ Erebidae.